# Алле, Ноэль
Ноэль Алле (фр. Noël Hallé; 2 сентября 1711, Париж — 5 июня 1781, Париж) — французский художник.

## Биография

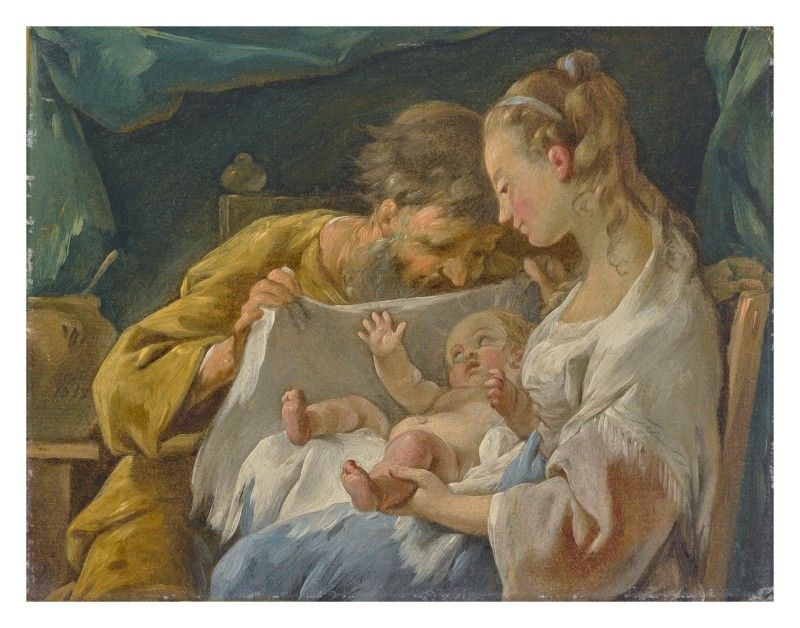
Святое семейство. Частное собрание.

Уроженец Парижа. Выходец из семьи потомственных художников Алле. Сын и ученик художника Клода Алле, зять Жана Ресту 2-го, племянник (по матери) Жана Жувене. Получив живописное образование под руководством отца, в дальнейшем совершенствовал его в Риме, где прожил несколько лет. По возвращении во Францию, успешно работал, как придворный живописец, регулярно выставлял свои картины на Парижском салоне. В 1775 году снова отправился в Рим, где недолгое время возглавлял Французскую академию. 
Работы Алле подвергались едкой критике со стороны энциклопедиста Дени Дидро, возможно, потому, что представляли собой востребованный «мейнстрим» тогдашней французской живописи. В то же время, король Франции Людовик XVI в 1776 году своим указом наградил художника орденом Святого Михаила и возвёл его в потомственное дворянство. И то, и другое, было совершенно исключительным отличием для живописца в то время. 
Ноэль Алле был женат на Женевьеве Лорри, их сын, Жан Ноэль Алле, стал известным врачом. 
Художник скончался в 1781 году в Париже. Сегодня его работы хранятся во многих музеях Франции и некоторых музеях других стран.

## Галерея

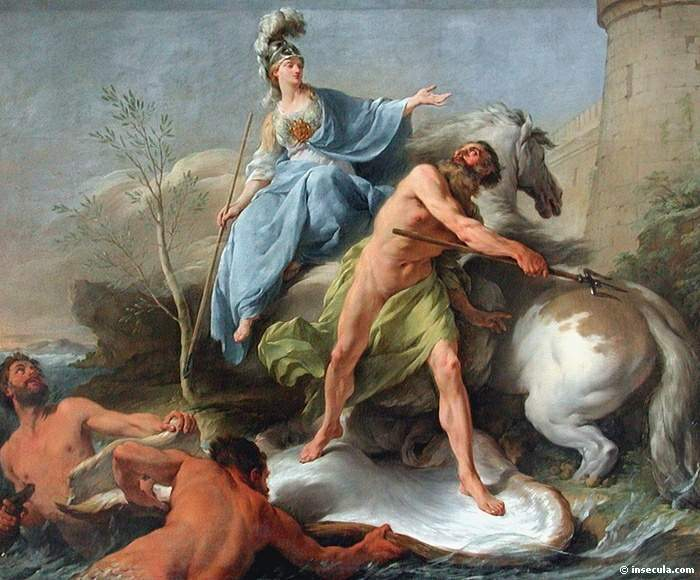
Спор Афины и Посейдона за господство над городом Афины. 1748, Лувр
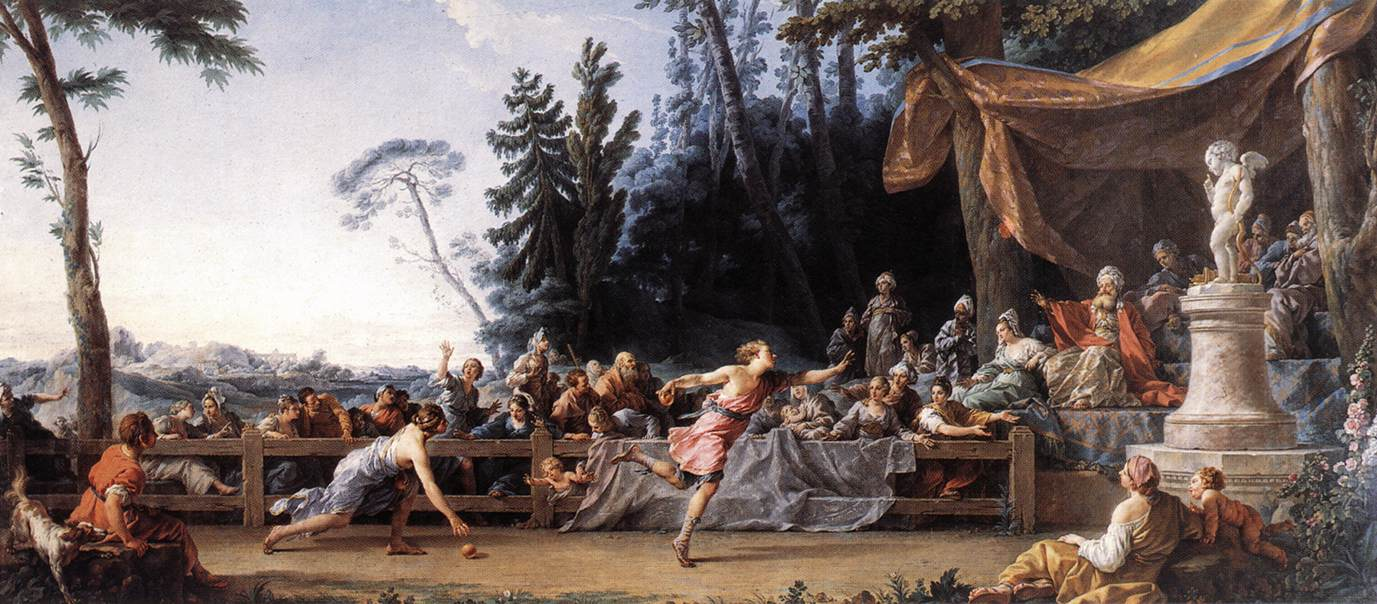
Соревнование Гиппомена и Аталанты, Лувр
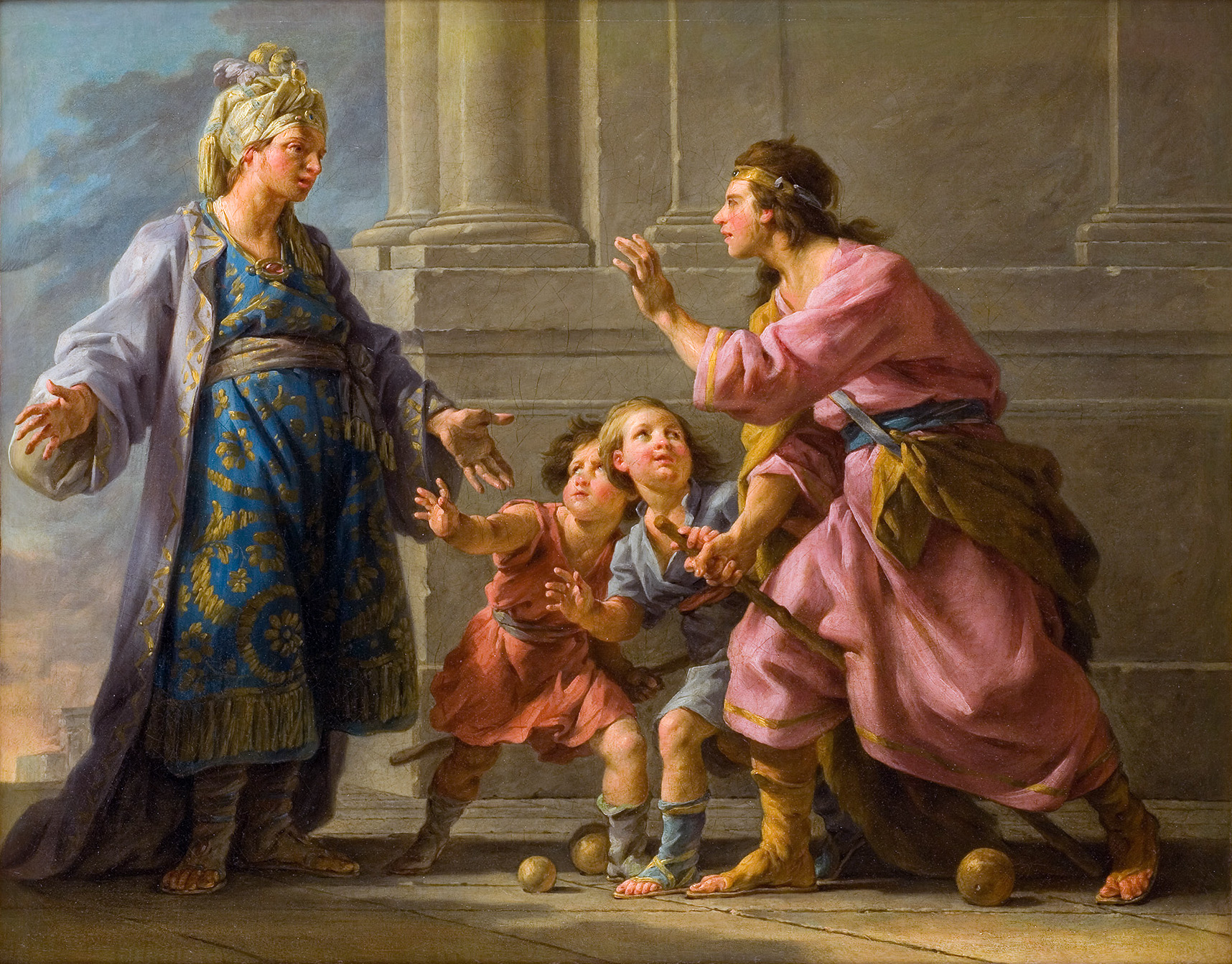
Агесилай, играющий с детьми. 1779, Музей Фабра, Монпелье
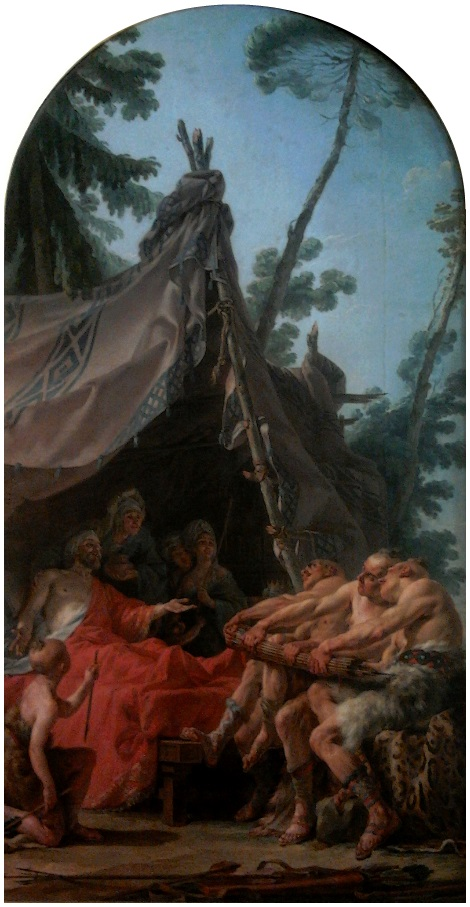
Скилур, царь Скифии, стремится помирить своих сыновей. Королевский замок, Варшава
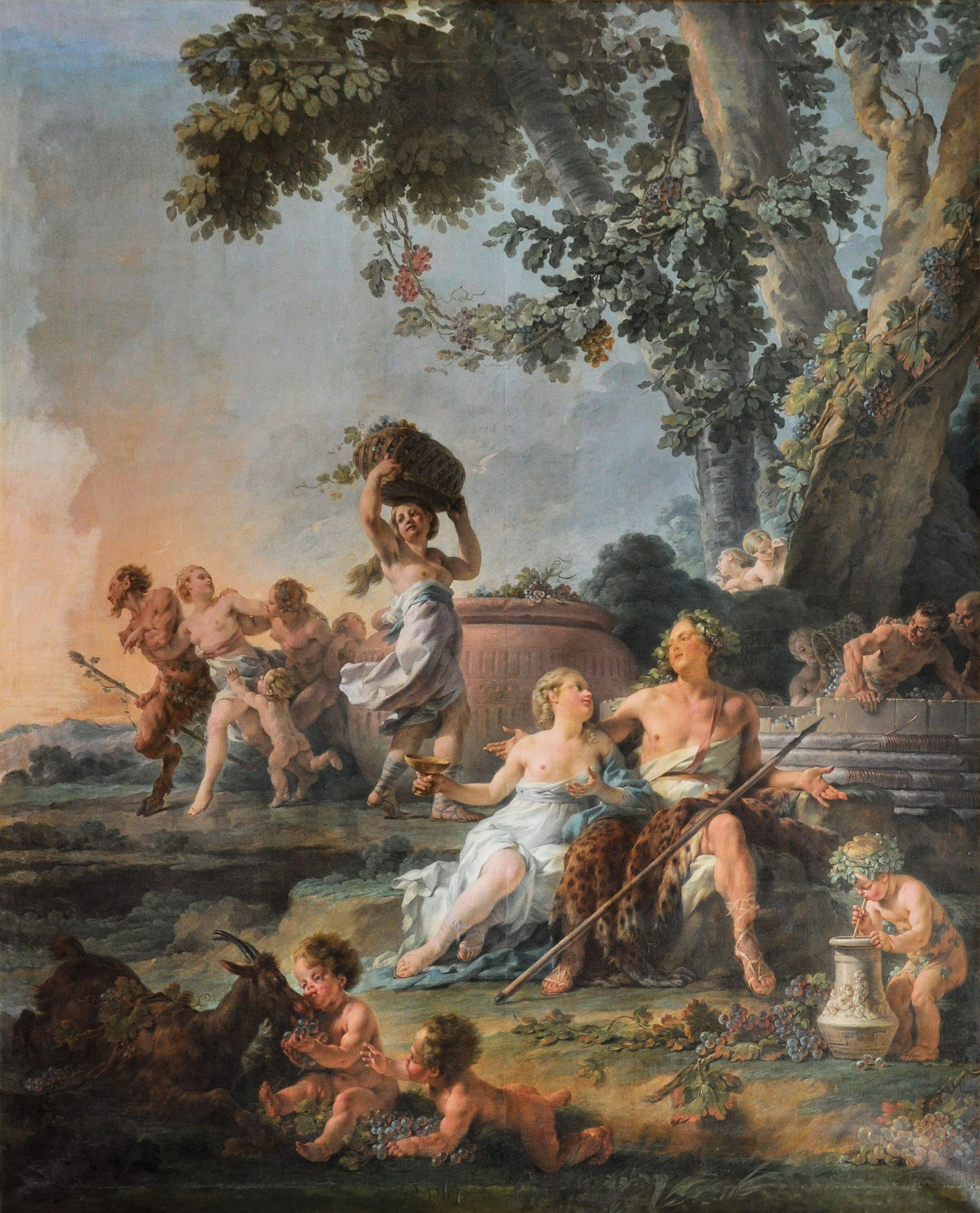
Дары осени, 1776, Версаль
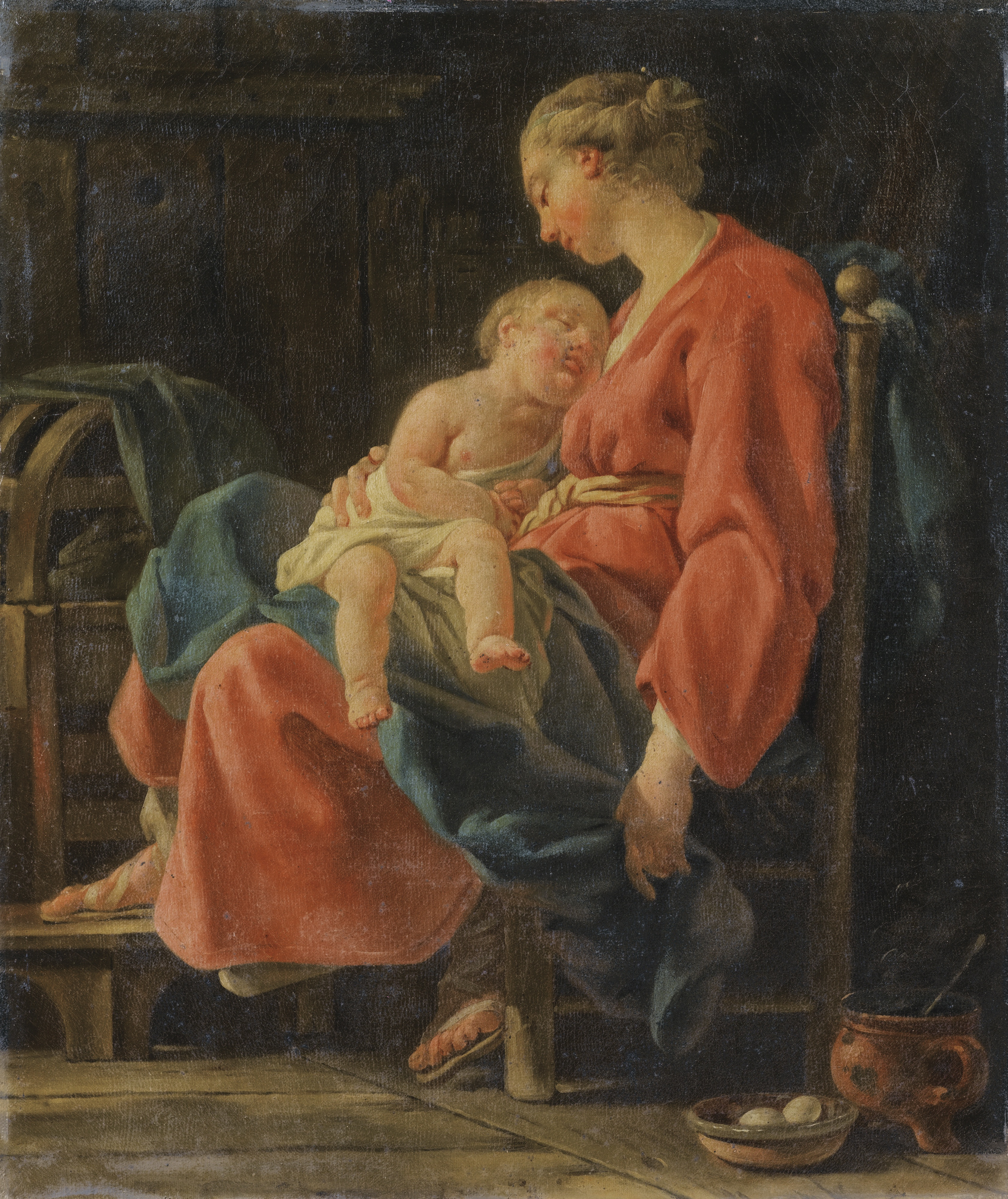
Спящие (Полуденный отдых). Частное собрание